# Ánfora panatenaica del Pintor de Eufileto

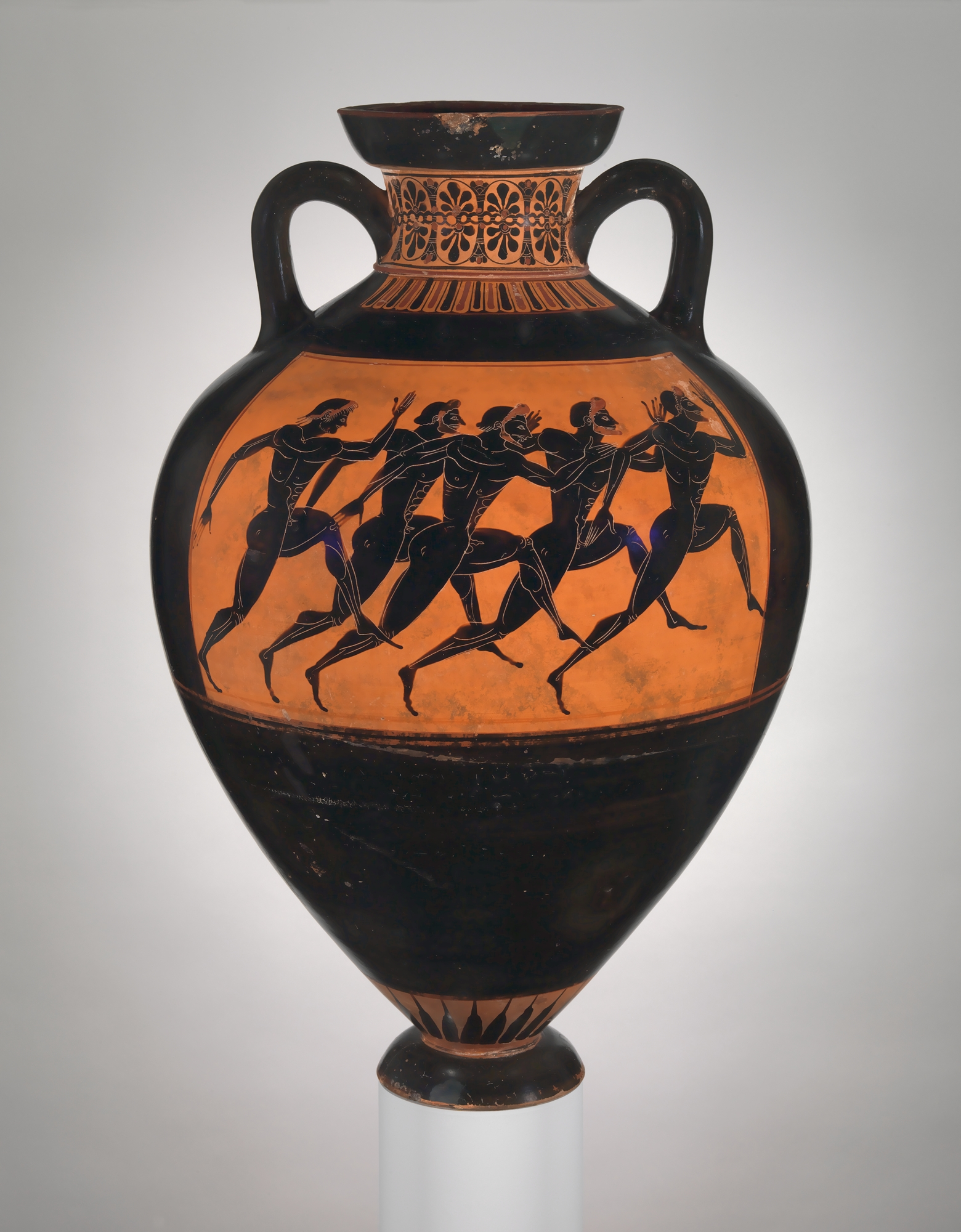
Cara que representa una carrera a pie.

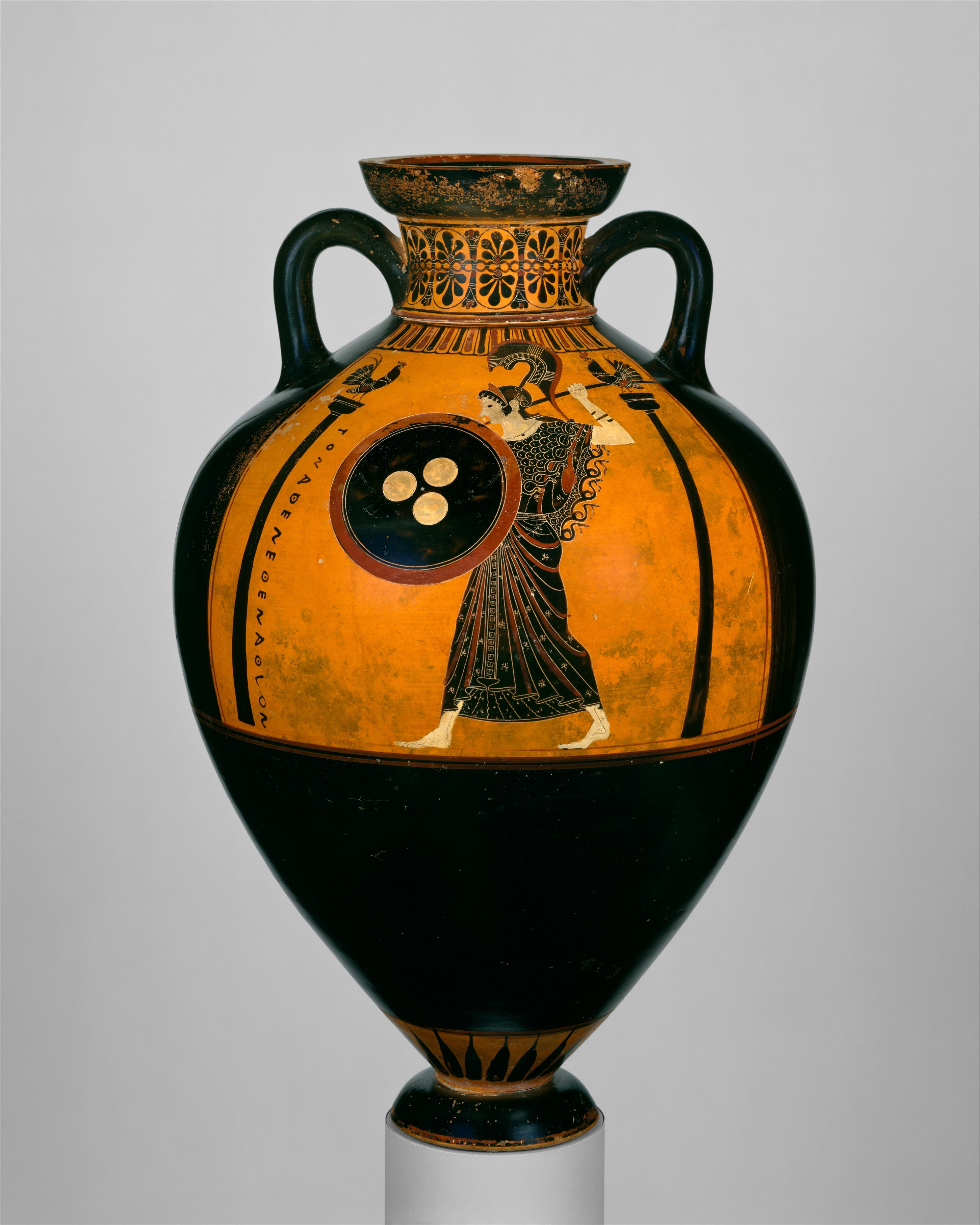
Cara que representa a Atenea.

El ánfora panatenaica del Pintor Eufileto es un ánfora de terracota con figuras negras del periodo arcaico que representa una carrera, actualmente en el Museo Metropolitano de Arte de Nueva York. Fue pintada por el Pintor de Eufileto como premio a la victoria en los Juegos Panateneos de Atenas en el año 530 a. C. 

## Descripción
El ánfora fue realizada por el Pintor de Eufileto en el año 530 a. C. , cerca del final dela período arcaico de Grecia. Fue descubierta en el Ática. Hecha de terracota, el ánfora tiene una altura de 62,2 cm). En uno de los lados de la vasija hay una representación de una carrera a pie, o estadio y en el otro lado del vaso hay una representación de Atenea Promacos.  Muchas ánforas panatenaicas presentan a Atenea en esta postura y el evento para el que el vaso constituía el premio en la otra cara. Atenea, blandiendo una lanza en una mano y un escudo en la otra, se encuentra entre dos pilares con gallos sentados encima. Junto al pilar izquierdo hay una inscripción en griego. Esta ánfora ática está pintada en el estilo de figuras negras, típico de todas las ánforas panateneaicas. Procedente de raíces protocorintias, el estilo de figuras negras incluye detalles incisos con figuras silueteadas sobre un vaso brillante. Las figuras silueteadas son los hombres del estadio, desnudos, con barba y musculosos. Correr desnudo formaba parte del stadion, conocido como el gymnikos agon o lucha al desnudo. Su musculatura se resalta mediante el uso de incisiones que crean líneas blancas contra las figuras negras. Cada uno de los cinco hombres tiene la pierna izquierda extendida hacia delante en una larga zancada. El vaso en sí es mayoritariamente negro, con las figuras silueteadas situadas dentro de los espacios de color marrón rojizo. Alrededor del borde del cuello del vaso hay una cadena negra pintada que, por encima y por debajo, tiene un diseño repetido. Sus asas negras parten del cuello del vaso hasta la parte superior del cuerpo.

## Función
La función de estas ánforas de premios panatenaicos es la de ser símbolos de estatus. Estos jarrones conmemoraban el atletismo de estos juegos y la importancia cultural de ganarlos. Algunos de los juegos que se celebraban eran el stadion, el pancracio, la música y las pruebas ecuestres. Como premio por ganar estos eventos, esta ánfora se llenaba de aceite de los olivos sagrados de Atenea, que era un producto respetado por los griegos. Las ánforas sirvieron principalmente como recipientes de almacenamiento, evolucionando a partir de los pithos, y más tarde, durante el período geométrico tardío, se utilizaron como vasos marcadores para las tumbas: sus representaciones y su tamaño daban indicaciones sobre el estatus social del difunto. Luego, durante el período orientalizante, se utilizaron pequeñas vasijas llamadas aríbalos para guardar aceites más valiosos, como los perfumes. Esta evolución del almacenamiento al estatus social llevó a la creación de las ánforas panatenaicas: símbolos de estatus a través de sus decoraciones y del almacenamiento de aceite sagrado. El Pintor de Eufileto pintó durante el siglo VI a. C. y creó muchas ánforas  panatenaicas. Esta ánfora es una de las muchas que pintó sobre diversos acontecimientos de los juegos panateneos.